# Luigi Robecchi Bricchetti
Luigi Robecchi Bricchetti (Pavía, 21 de mayo de 1855 – ib., 31 de mayo de 1926) fue un geógrafo y explorador italiano.

## Biografía

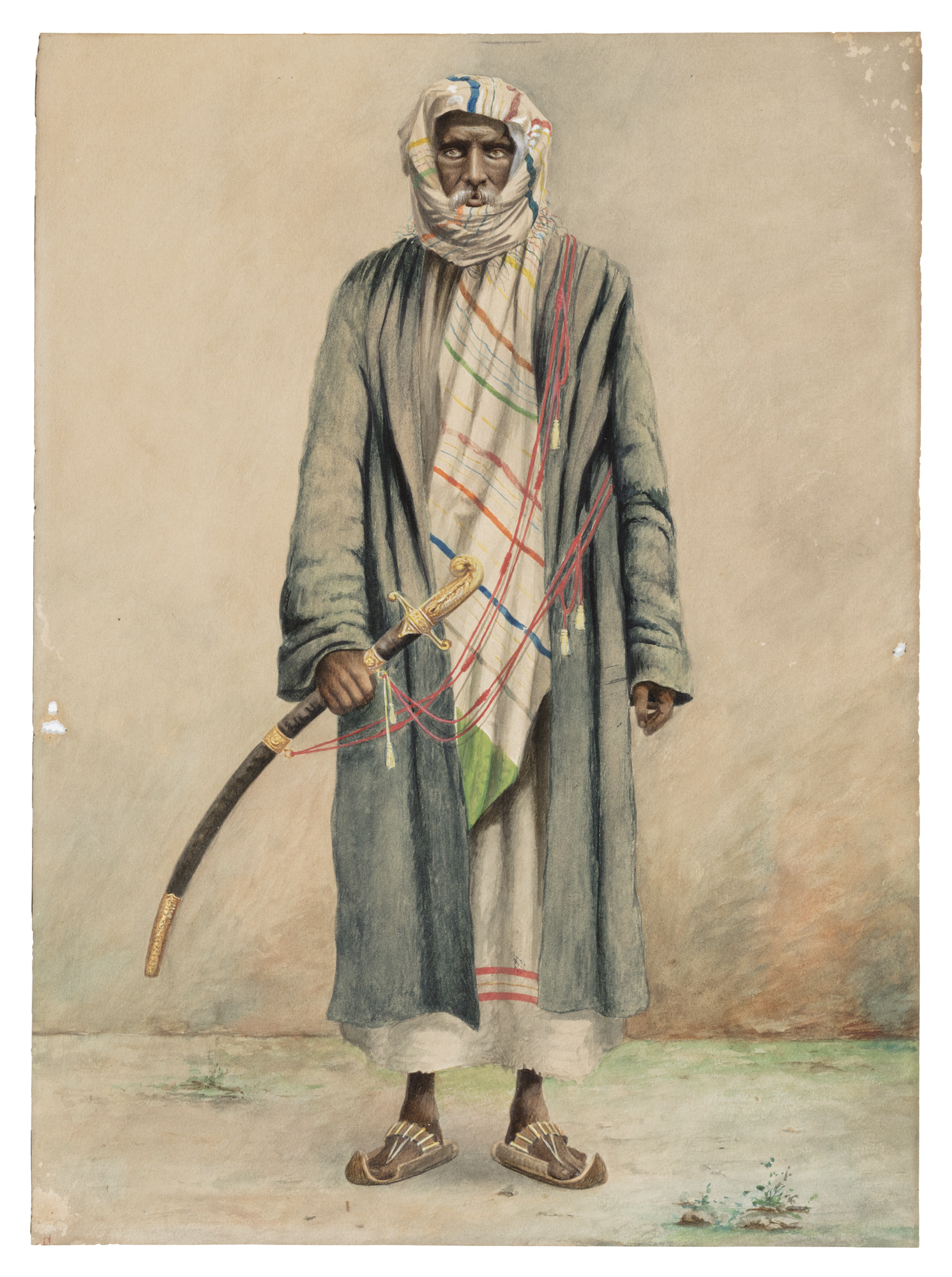
Retrato de Yusuf Ali Kenadid realizado Luigi Robecchi Bricchetti

### Primeros años
Fue hijo ilegítimo del noble Ercole Robecchi y de la costurera Teresa Bricchetti. Su madre solo obtuvo el reconocimiento y manutención del hijo por parte del padre tras un proceso judicial. Estudió ingeniería civil en Pavía, Zúrich y Karlsruhe.  
Persona de gran cultura, interesado en la antropología, la geografía, la geología y la zoología. Fue un excelente conocedor de idiomas, incluido el árabe, que hablaba con fluidez. Se dedicó intensamente a la lucha contra la esclavitud en África. 

### Viajes por África
En 1885 viajó a Egipto, salió de Alejandría con una pequeña caravana y en 1886 llegó al oasis de Siwa. Luego viajó extensamente por el Cuerno de África. En 1888 salió de Zeila, en Somalia, atravesó la Depresión de Afar y llegó a la ciudad de Harrar, permaneciendo varios meses en la región realizando investigaciones científicas.  
En 1890 partió de nuevo hacia Somalia para explorar la región del puerto de Hobyo. Luego viajó hasta el extremo septentrional de Somalia, llegando a la localidad de Alula. Realizó una gran serie de mapas y fotografías durante estos viajes. Entre 1890 y 1891, con otras expediciones, exploró Migiurtinia, la región norte de Somalia, realizando también aquí observaciones cartográficas y etnográficas. En 1896 realizó una nueva travesía hasta el oasis de Siwa. Su último viaje por África fue en 1903.

### Regreso a Italia y últimos años
Volvió a Pavía con una gran cantidad de objetos y documentos africanos y con un niño somalí, al que liberó de la servidumbre y adoptó. Pasó los últimos años de su vida en soledad y con depresión, muriendo finalmente en 1926. 
Donó al Museo de Pavía su archivo fotográfico, su biblioteca, diversas armas y objetos recopilados en sus viajes y exploraciones. Otros documentos los donó a varios museos etnográficos y antropológicos, entre ellos los de Florencia y Roma. A su muerte, las distintas colecciones que había formado (hormigas, escarabajos, arañas, escorpiones, avispas, saltamontes, reptiles,...) fueron asignadas a diferentes especialistas de la época.
Publicó numerosos artículos en los boletines de la Sociedad Africana de Italia y de la Sociedad Geográfica Italiana, y varios libros sobre sus viajes por África:
- All’Oasi di Giove Ammone (1890).
- Nell’Harrar (1896).
- Somalia e Benadir (1899).
- Aromatica Regio. Nel paese degli aromi (1903).
- Dal Benadir (1904).